# Donori
Donori (sardinski: Donòri) je grad i općina (comune) u pokrajini Južnoj Sardiniji u regiji Sardiniji, Italija. Nalazi se na nadmorskoj visini od 141 metar i ima populaciju od 2 094 stanovnika.
 Prostire se na teritoriju od 35,31 km². Gustoća naseljenosti je 59 st/km².
Susjedne općine su: Barrali, Samatzai, Sant'Andrea Frius, Serdiana i Ussana.